# ロゴス
ロゴス（logos）とは、古典ギリシア語の λόγος の音写で、
1. 言葉、言語、話、真理、真実、理性、 概念、意味、論理、命題、事実、説明、理由、定義、理論、思想、議論、論証、整合、言論、言表、発言、説教、教義、教説、演説、普遍、不変、構造、質問、伝達、文字、文、口、声、ダイモーン、イデア、名声、理法（法則）、原因、根拠、秩序、原理、自然、物質、本性、事柄そのもの、人間精神、思考内容、思考能力、知性、分別、弁別、神、熱意、計算、比例、尺度、比率、類比、算定、考慮などの意味[1][2][3]。
  - 転じて「論理的に語られたもの」「語りうるもの」または「言葉(言詮)を通じて表される恒常的真理もしくはそれに付随する言詮内容」という意味で用いられることもある。
2. 万物の流転のあいだに存する、調和・統一ある理性法則。
3. 「宗教(ミュトス)的位相」であるキリスト教では、神のことば、世界を構成するミュトスに基づく論理としてのイエス・キリストを意味する。

## 語彙、対比
ロゴスは、ミュトスと対比して用いられていた。
ミュトスは、最近では“神話”とワンパターンに翻訳されることも多いが、原義としては、人が語る“ものがたり”や“お話”等の虚構全般を指すのであり、ギリシャ悲劇や喜劇、アイソーポス（イソップ）の寓話の題材もミュトスである。
このミュトスに対して、ロゴスはある。「空想」に対して「理性」があり、「物語る言葉」に対して「論証する言葉」があるのである。

## 歴史

### 古代ギリシャ
ロゴスを最初期に世界原理とした哲学者はヘラクレイトスである。ヘラクレイトスは世界の本性であるアルケー（根源原理。ただし、原子の意味ではない）は火また戦（戦争）にあると説いた。そのような絶えず流動する世界を根幹でつなぐのがロゴスであるとされた。ロゴスはここでは、世界を構成する言葉、論理として把握される。
紀元前5世紀にはソフィストが弁論術を教えた。そのなかには文法の知識もあったが、これは直接にはヘラクレイトスとの関係をもたなかった。ソクラテスは対話による「産婆術」を行い、また弟子であるプラトンはいくつかの言葉についての考察を行ったが、とくに中期以降は幾何学が重視されるようになる。

### ヘレニズム、ストア派
ロゴスが哲学用語として注目されるのは、ヘレニズム期のストア哲学である。ゼノンをはじめとするストア派の哲学者は、神が定めた世界の神的な論理を「ロゴス」と呼び、ときにこれを神とも同一視した。このような神格化に伴い、ロゴス賛歌のような詩も作られた。
ストア派において、ロゴスは根幹となる概念であり、世界を定める理を意味する。ストア派のロゴスは「自然」（ピュシス、本性）や「運命」〔テュケー）とも表現され神とも同一視される。また人間は世界の一部であり「人間の自然本性」としてロゴスを持って生まれているとされる。こうした「人間の自然」としてのロゴスはダイモーンやヌースとも呼ばれ、これに従った生き方が賢者の生き方であるとされる。
ロゴスは中世哲学において言葉（verbum）と理性・理念・観念（ratio）等の二つの概念に分かたれた。それらを独自の仕方で関係づけ総合したのは13世紀のスコラ学者トマス・アクィナスであった。音声言語である「外なるロゴス」はそれを発する者の精神の「内なるロゴス」すなわち観念、イデアを表示しそれを明らかにする。他方キリスト教神学では神の第二のペルソナである御子はロゴス、すなわち「御言葉」そのものと理解された。

### キリスト教
キリスト教の成立にあたり、このようなロゴス観は大きな影響を与えた。
『ヨハネによる福音書』の冒頭では以下のように述べられる。
これはキリストについて述べたものと解され、三位一体の教説の成立に当たって重大な影響を及ぼした。ロゴスは「父」の言である「子」(=イエス)の本質とみなされた。これにより「ロゴス」はキリストの別称ともなった。
この箇所のλόγος(ロゴス)は、ラテン語版聖書(ウルガタ版)ヨハネによる福音書では verbum(ウェルブム) と訳された。
アウグスティヌスはこの一節を踏まえ、父なる神のロゴス(verbum、言)である子(=イエス)と、ロゴス(verbum、言)が担う愛としての聖霊についての説を展開し、父と子から聖霊が発出するというフィリオクェの教説を擁護した。
（キリスト理解としてのロゴス論については、イエス・キリストを参照）
キリストとしての神の本性が、ロゴスすなわち論理と解されたことによって、西ヨーロッパにおける哲学のひとつの流れである、論理と思弁を重んじる風潮、さらには論理と言語によって神を把握しようとする積極神学の道が拓かれた。このような背景もあり、今日哲学の分野で「ロゴス」といわれるときには、程度の差はあれ、単なる構造としての論理ではなく、“語られる力ある言”という“人格的な、かつ神的なロゴス”理解の影響があることが一般的である。

### 論理学としての流れ
その一方で、思考の論理としてのロゴスの学としての論理学の流れがある。アリストテレスによって綜合された古代のロゴスの学（ロギケー）は、ラテン語では logica と呼ばれた。これはヨーロッパの中世において神学の予備学である自由七科のひとつとされた。論理学は、幾何学など数学とともに教えられた。現代哲学において、あるいは数学において、論理学は重要な分野のひとつであり、ある種非認証の論理の厳密な追求が行われている。古代のロゴス理解とは同一ではないが、世界の構成原理としてのロゴスはこのような形でも追求されているのである。